# بولين ليتل
بولين ليتل هي ممثلة كندية، ولدت في 1953 باسكتلندا في المملكة المتحدة.

## أعمال

### أفلام
- (2003) زجاج مكسر

### مسلسلات
- حكايات قندس

## وصلات خارجية
- بولين ليتل على موقع IMDb (الإنجليزية)
- بولين ليتل على موقع ألو سيني (الفرنسية)
- بولين ليتل على موقع أول موفي (الإنجليزية)
- بولين ليتل على موقع قاعدة بيانات الفيلم (الإنجليزية)
- بولين ليتل على موقع كينوبويسك (الروسية)